# Estibiopal·ladinita
L'estibiopal·ladinita és un mineral de la classe dels sulfurs, que pertany al grup de l'arsenopal·ladinita. Rep el seu nom de la seva composició química, del grec stibi-, antimoni, i palladium, pal·ladi.

## Característiques
L'estibiopal·ladinita és un sulfur de fórmula química Pd₅Sb₂. Cristal·litza en el sistema hexagonal. Forma cristalls hexagonals prims o tabulars de fins a 200 micres. La seva duresa a l'escala de Mohs es troba entre 4 i 5.
Segons la classificació de Nickel-Strunz, l'estibiopal·ladinita pertany a «02.AC: Aliatges de metal·loides amb PGE» juntament amb els següents minerals: atheneïta, vincentita, arsenopal·ladinita, mertieïta-II, stillwaterita, isomertieïta, mertieïta-I, miessiïta, palarstanur, menshikovita, majakita, pal·ladoarsenur, pal·ladobismutarsenur, pal·ladodimita, rodarsenur, naldrettita, polkanovita, genkinita, ungavaïta, polarita, borishanskiïta, froodita i iridarsenita.

## Formació i jaciments
És un component poc habitual dels dipòsits de platí. Sol trobar-se associada a altres minerals com: braggita, cooperita, mertieïta-II, sperrylita, genkinita, platarsita, cromita, calcopirita, pentlandita, pirrotina, geversita, or natiu, violarita o aliatges de platí, ferro, coure i níquel. Va ser descoberta l'any 1927 a la granja Tweefontein, a Mokopane (Limpopo, Sud-àfrica). Als territoris de parla catalana ha estat descrita a Vimbodí i Poblet, a Montblanc i a L'Espluga de Francolí.